# Dolfijnenklasse-onderzeeër
De dolfijnenklasse-onderzeeër (Hebreeuws: הצוללות מסדרת דולפין) is een onderzeeërklasse met dieselelektrische aandrijving ontwikkeld in Israël en gebouwd door Howaldtswerke-Deutsche Werft AG (HDW) in Kiel, Duitsland, voor de Israëlische marine. De eerste boten van deze klasse waren gebaseerd op de Duitse onderzeeërs van de 209-klasse die alleen voor export bestemd waren, maar werden aangepast en uitgebreid. De Dolfijnenklasse 1 is in lengte en verplaatsing iets groter dan het Type 212 van de Duitse marine. De drie nieuwere met luchtonafhankelijke voortstuwing (AIP) uitgeruste boten zijn vergelijkbaar met de Type 212-vaartuigen in uithoudingsvermogen onder water, maar zijn 12 meter langer, bijna 500 ton zwaarder in onderwaterverplaatsing en hebben een grotere bemanning dan de Type 212 of de Type 214.
De Dolfijnen 2-klasse is de grootste onderzeeër die sinds de Tweede Wereldoorlog in Duitsland is gebouwd. De Dolfijnenklasse verving de verouderende Gal-klasse, die sinds het einde van de jaren zeventig in de Israëlische marine had gediend. Elke onderzeeër van de Dolfijnenklasse kan in totaal maximaal 16 torpedo's en Popeye Turbo-onderzeeër gelanceerde kruisvluchtwapens (SLCM's) vervoeren. De kruisvluchtwapens hebben een bereik van ten minste 1500 km en er wordt algemeen aangenomen dat ze zijn uitgerust met een kernkop van 200 kiloton die tot 6 kilogram plutonium bevat. Dit laatste, indien waar, zou Israël voorzien van een aflandig nucleair tweede aanvalsvermogen.
De eerste bestelde groep van de klasse - de drie Dolfijn type-I-onderzeeërs, zal vanaf 2031 worden vervangen door de nieuwere Dakar-klasse onderzeeërs.

## Geschiedenis
Het overleg/berekeningen vonden plaats in juli 1989 en de onderzeeërs werden besteld in januari 1990. In januari dat jaar werd de bestelling geannuleerd. Dit kwam doordat de begroting gereorganiseerd moest worden vanwege Iraakse dreigementen tegen Israël. Israël wou deze dreiging tegengaan met het oog op de invasie en annexatie van Koeweit door Irak. Dit gebeurde allemaal tijdens de beginselen van de golfoorlog een jaar later in 1991.
De financiering voor de eerste twee boten (Dolfijn en Leviathan) werd volledig gesubsidieerd door de Duitse regering om het bouwprogramma opnieuw op te starten. De derde onderzeeër (Tekumah) ontving een subsidie van 50%. Tijdens de eerste Golfoorlog kwam aan het licht dat Duitse bedrijven Irak hadden geholpen bij de modernisering van ballistische raketten en chemische wapens. Dit kwam deels door de nonchalante manier van handelen bij de Duitse douane. Daarnaast was deze manier van handelen in strijd met de protocollen van het rakettechnologiecontroleregime waartoe West-Duitsland was toegetreden in 1987. Deze verbeterde raketten brachten Israëlische steden voor het eerst binnen het bereik van Irak, en het Iraakse wapenonderzoeksprogramma omvatte fabrieken en noodzakelijke voorraden voor het maken van bewapend mosterd- en zenuwgas. Hoewel ze geen oorlogvoerende partij waren in de Golfoorlog, werden Israëlische steden toch gebombardeerd door deze verbeterde Iraakse raketten. Om Israël te vergoeden voor oorlogsgerelateerde schade en economische verliezen en om Duitse scheepswerven bezig te houden met een spraakmakend project in de terugval van defensie-uitgaven na de Koude Oorlog, keurde de Duitse bondskanselier Helmut Kohl een hulp goed pakket aan de Duitse industrie, waaronder de bouw van twee onderzeeërs van de Dolfijn-klasse.
De namen Dolfijn en Leviathan zijn afkomstig van de gepensioneerde Israëlische onderzeeërs uit de Tweede Wereldoorlog van de Britse T-klasse; de derde boot Tekuma (vertaling: Rivaal) herdenkt Dakar, de derde Israëlische boot van de T-klasse die in 1968 met alle Israëlische bemanningsleden verloren ging in de Middellandse Zee tijdens de oplevering. De namen van de nieuwere boten Tanin en Rahav zijn ontleend aan gepensioneerde Gal-klasse onderzeeërs, die zelf werden vernoemd naar nog oudere Israëlische S-klasse onderzeeërs.

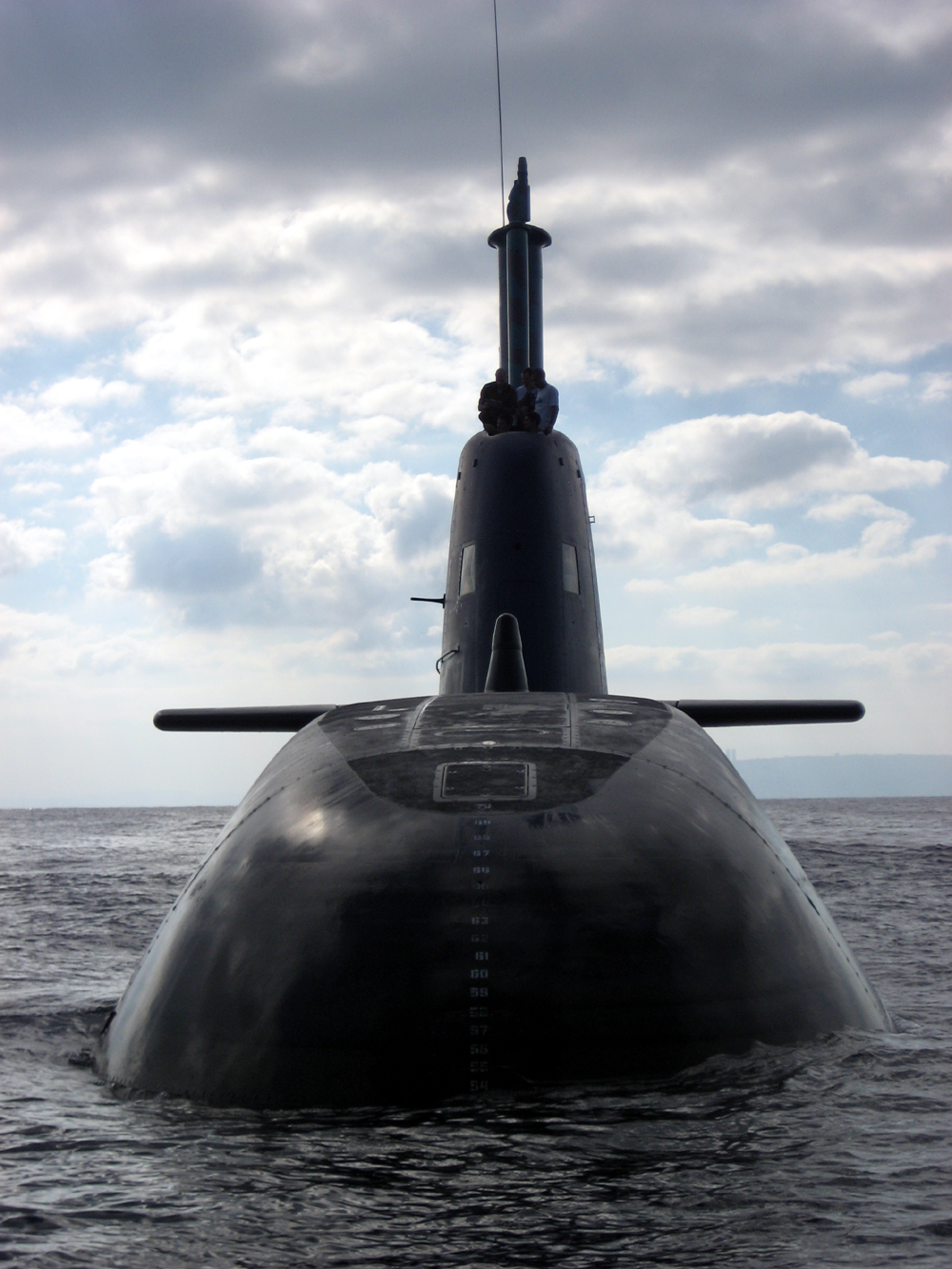
Dolfijnenklasse-onderzeeër

#### Aanvullende inkoop
In 2006 tekende Israël een contract met ThyssenKrupp Marine Systems om twee extra onderzeeërs te kopen van zijn dochteronderneming HDW. De twee nieuwe boten zijn een verbeterde versie die 28% zwaarder is dan de oudere Dolfijnen, met een luchtonafhankelijk voortstuwingssysteem, vergelijkbaar met het systeem dat wordt gebruikt op Duitse Type 212-onderzeeërs. Op 6 juli 2006 besloot de Duitse regering een voorschot te financieren om met de bouw te beginnen, ongeveer 170 miljoen euro, gepland voor 2012. De twee onderzeeërs kosten in totaal ongeveer € 1,3 miljard, waarvan maximaal een derde werd gesubsidieerd door Duitsland.
In 2010 ontkenden zowel Israël als Duitsland gesprekken te hebben gevoerd over de mogelijke aankoop van een zesde onderzeeër. Toch bestelde Israël in 2011 een zesde onderzeeër van de Dolfijnenklasse, waarvoor het naar verluidt de niet-gesubsidieerde kosten van 1 miljard dollar zou betalen. Toch werd in juli 2011, tijdens een ontmoeting tussen de Duitse minister van Defensie Thomas de Maizière en de Israëlische premier Binjamin Netanyahu en minister van Defensie Ehud Barak, werd een overeenkomst bereikt om € 135 miljoen van de zesde onderzeeër te subsidiëren.
In 2016 werd onthuld dat in de afgelopen twee jaar een nieuwe sonar, ontwikkeld door Rafael Advanced Defense Systems, op alle Dolfijn-onderzeeërs werd gemonteerd. De nieuwe mogelijkheden die de Israëlische sonar aan de Dolfijn-onderzeeërs biedt, omvatten ook de detectie van schepen met een geluidsarme signatuur. De algoritmen die in de sonarsystemen worden gebruikt, stellen het in staat om veel van de geluiden te negeren die het bereik van de activiteit van het systeem kunnen verstoren, terwijl het zeer verre geluiden detecteert.
Eind 2016 kwamen er rapporten naar voren van onderhandelingen over de aankoop van drie extra door ThyssenKrupp Marine Systems gebouwde onderzeeërs. De voormalige minister van Defensie Moshe Ya'alon, die zich tijdens zijn ambtstermijn tegen de overname verzette, riep de procureur-generaal Avichai Mandelblit op om de onderhandelingen te onderzoeken, waarbij David Shimron, de persoonlijke advocaat van premier Benjamin Netanyahu, betrokken was, terwijl hij vastzat in de kantoren van Miki Ganor, die vertegenwoordigt ThyssenKrupp in Israël. Met ingang van 23 november 2016 heeft A.G. Mandelblit besloten de openbare aanklager te vragen om verder te gaan met een onderzoek naar de zaak. In juli 2021, toen de nieuw gevormde regering aan de macht was en de door Netenyahu leidende regering uit de macht, Benny Gantz, de nieuwe minister van Defensie en David Sa'ar Salama, begonnen een officieel proces om een staatsonderzoek te starten naar de zaak 3000 (onderzeeër-aankoopzaak) en zeiden: "Een officiële onderzoekscommissie die alle aspecten van de zaak zal onderzoeken, is nu de noodzaak". Het onderzoek naar de aankoop van onderzeeërs door de regering is echter vertraagd omdat de ThyssenKrupp Marine Systems onderhandelingen voor de aankoop van nieuwe onderzeeërs met extra capaciteiten, en zal waarschijnlijk 2,4 miljard euro gaan kosten.
In oktober 2017 hebben Israël en Duitsland bevestigd dat ze een overeenstemming hebben bereikt over de aankoop door de Israëlische marine van nog drie onderzeeërs van de Dolfijnenklasse die vanaf 2027 moeten worden geleverd. De deal werd formeel ondertekend in januari 2022 met de toen geplande levering van de eerste boot binnen negen jaar. Deze boten zullen de eerste drie van de klasse vervangen, die tegen die tijd ongeveer 30 jaar oud zullen zijn. Duitsland zal industriële subsidies verstrekken aan Duitse bedrijven die de onderzeeërs bouwen en uitrusten, ter dekking van een derde van de aankoopkosten.

## Bewapening en systemen

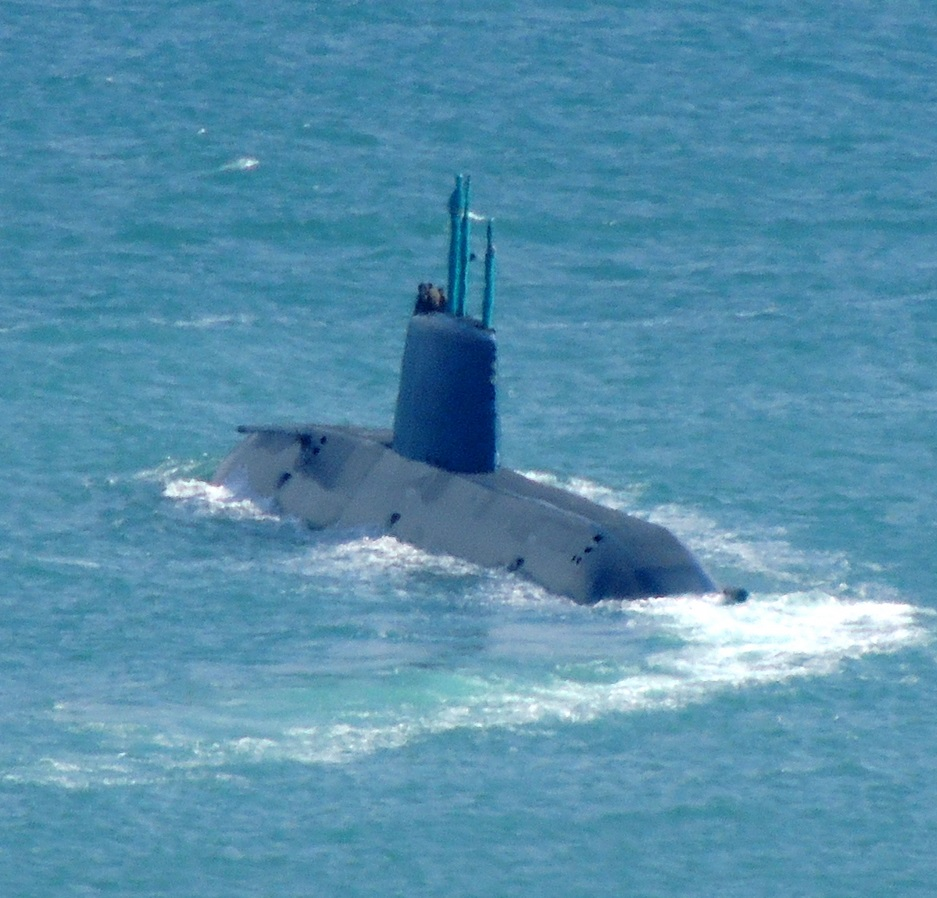
INS Rachab

Elke onderzeeër is uitgerust met 6 × 533 mm-torpedobuizen en 4 × 650 mm-torpedobuizen. De zeer grote buizen van 650 mm kunnen worden gebruikt voor het leggen van mijnen. Grotere onderzeeërs kunnen kruisraketten lanceren of voertuigen afleveren met Jaltam-duikers. Daarnaast kunnen de buizen worden gebruikt voor standaard-torpedo's en -raketten. De boten werden eerst bewapend met Atlas Elektronik DM2A3-torpedo's met behulp van draadgeleide actieve homing om een kernkop van 260 kg af te schieten met een maximale snelheid van 74 km/h naar een doel van meer dan 13 km weg, in passieve homing-modus is een snelheid van 41 km/h en een bereik tot 28 km mogelijk. Israël heeft ook de meer geavanceerde DM2A4-torpedo aangeschaft, de opvolger van hun DM2A3's, die elektrisch worden aangedreven, zijn uitgerust met glasvezelcommunicatie en beschikken over tegenmaatregelbestendige signaalverwerking en missielogica. Er is een nat en droog compartiment geïnstalleerd voor het inzetten van speciale operatieteams onder water.
Jane's Defense Weekly meldt dat de onderzeeërs van de Dolfijnenklasse mogelijk nucleair bewapend zijn, waardoor Israël een tweede aanvalsmogelijkheid op zee heeft. In overeenstemming met de regels van het Missile Technology Control Regime verwierp de Amerikaanse regering-Clinton in 2000 een Israëlisch verzoek om Tomahawk langeafstands-SLCM's te kopen. De Amerikaanse marine heeft nucleair bewapende en conventionele Tomahawk-raketten ingezet voor haar onderzeeërvloot, die worden gelanceerd vanaf standaard zware 533 mm-torpedobuizen. De Federation of American Scientists en GlobalSecurity.org melden dat de vier grotere torpedobuizen in staat zijn om Israëlisch gebouwde nucleair bewapende Popeye Turbo-kruisraketten (een variant van de Popeye-afstandsraket) te lanceren, en de Amerikaanse marine heeft een door een Israëlische onderzeeër gelanceerde cruise geregistreerd rakettest in de Indische Oceaan, variërend van 1500 km.

Een tekening van de buitenkant van een Dolfijnenklasse Type I

Een tekening van de buitenkant van een Dolfijnenklasse type II

De Dolfijnenklasse gebruikt het ISUS 90-1 TCS wapenbesturingssysteem van STN Atlas Elektronik voor automatisch sensorbeheer, vuurleiding, navigatie en operaties. De geïnstalleerde radarwaarschuwingsontvanger is een 4CH(V)2 Timnex elektronisch systeem voor ondersteunende maatregelen, dat scant van 5 tot 20 GHz frequentiebanden en in staat is om radarlocaties te lokaliseren met een nauwkeurigheid tussen 5 en 10° (afhankelijk van de frequentie). De oppervlaktezoekradar is een Elta-eenheid die op de I-band werkt. De sonarsuite omvat de geavanceerde Atlas Elektronik CSU 90 op de romp gemonteerde passieve en actieve zoek- en aanvalsonar. De PRS-3 passieve variërende sonar wordt ook geleverd door Atlas Elektronik, de flankarray is een FAS-3 passieve zoeksonar. Een opmerkelijk ontwerpkenmerk is de prismatische dwarsdoorsnede van de romp en soepele overgangen van de romp naar het zeil, waardoor de stealth-eigenschappen van de boot worden verbeterd. De boot en de interne kenmerken zijn gemaakt van paramagnetische materialen, waardoor de kans dat het wordt gedetecteerd door magnetometers of het veroorzaken van magnetische zeemijnen aanzienlijk wordt verkleind. De onderzeeërs hebben twee Kollmorgen-periscopen. De dolfijnen kunnen een externe special forces-hangar achter hun zeil monteren.
De Dolfijnen zijn uitgerust met drie V-16 396 SE 84-dieselmotoren gebouwd door MTU Friedrichshafen (nu Tognum), die 4180 pk vermogen leveren. De onderzeeërs zijn uitgerust met drie Siemens 750 kW-dynamo's en een Siemens 2,85 MW duurzame motor die een enkele as aandrijft. Het voortstuwingssysteem biedt een snelheid van 37 km/h onder water en een snorkelsnelheid van 20 km/h. De romp is geschikt voor duiken tot 350 m. Het maximale niet-getankte bereik is 15.000 km die over het oppervlak reizen met een snelheid van 15 km/h en meer dan 740 km bij 15 km/h onder water; ze zijn ontworpen om tot 30 dagen op het station onbevoorraad te blijven.

## Operationele dienst

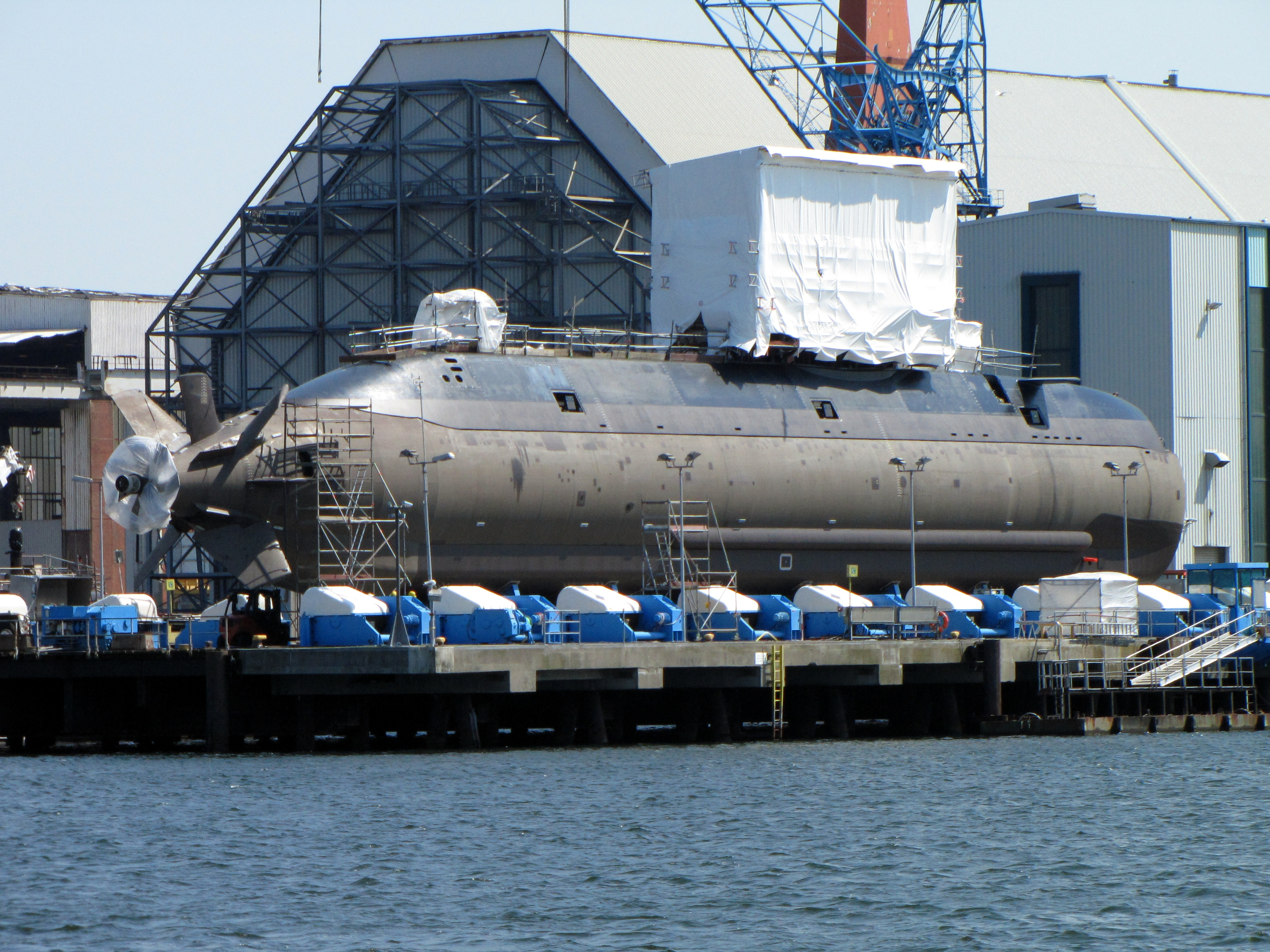
INS Tanin in aanbouw

Volgens nieuwsberichten zijn de onderzeeërs normaal gesproken gestationeerd in de Middellandse Zee, hoewel één dolfijnenklasse naar de Rode Zee werd gestuurd voor oefeningen, die in juni 2009 kort aanmeerde bij de marinebasis van Eilat, wat door de Israëlische media werd geïnterpreteerd als een waarschuwing aan Iran. In 2009 meldde de Israëlische krant Haaretz, die een Israëlische defensiefunctionaris citeerde, dat het zeer kleine marinestation van Eilat strategisch ongeschikt is om de boten van de Dolfijnenklasse te baseren. Wijzend met name op de nauwe toegang van de Golf van Aqaba bij de Straat van Tiran als een vastgehouden door potentiële tegenstanders, waaronder Saoedi-Arabië in het oosten en de gedemilitariseerde Egyptische Sinaï in het westen. Eilat is een kuststrook van 10 km tussen Egypte en Jordanië. Volgens The London Sunday Times heeft de Israëlische marine in mei 2010 besloten om ten minste één onderzeeër die is uitgerust met SLCM met nucleaire tip daar permanent te houden als afschrikmiddel in reactie op geruchten over ballistische raketten die vanuit Syrië naar Libanon zijn verplaatst.
Als de boten zijn gestationeerd op de grotere marinebasis van Haifa, vereist toegang tot het gebied van de Perzische Golf ofwel openlijk varen aan de oppervlakte door het door Egypte gecontroleerde Suezkanaal, zoals toegestaan in het vredesverdrag tussen Egypte en Israël, ofwel een lange reis rond Afrika. Volgens de Conventie van Constantinopel ondertekend door de heersende grote mogendheden van die tijd, waaronder het Verenigd Koninkrijk, Frankrijk en het Ottomaanse rijk op 2 maart 1888

Het Suez Maritiem Kanaal zal altijd vrij en open zijn, zowel in oorlogstijd als in vredestijd, voor elk handels- of oorlogsschip, zonder onderscheid van vlag.

Oversteek bij het Suezkanaal en blokkade van de Straat van Tiran vond plaats in zowel de Suezcrisis van 1956 als in de Zesdaagse Oorlog van 1967, wat ertoe leidde dat Israël tweemaal de Sinaï innam om de blokkade te doorbreken. Het vredesverdrag tussen Egypte en Israël staat de vrije doorvaart van Israëlische schepen door het Suezkanaal toe en erkent de Straat van Tiran en de Golf van Akaba als internationale waterwegen. Zelfs als een basis in de Rode Zee of de Indische Oceaan niet beschikbaar is, hebben andere landen gebruik gemaakt van onderzeeërtenders, schepen die onderzeeërs op zee bevoorraden, herbewapenen en bijtanken, wanneer nabijgelegen bevriende bases niet beschikbaar zijn.

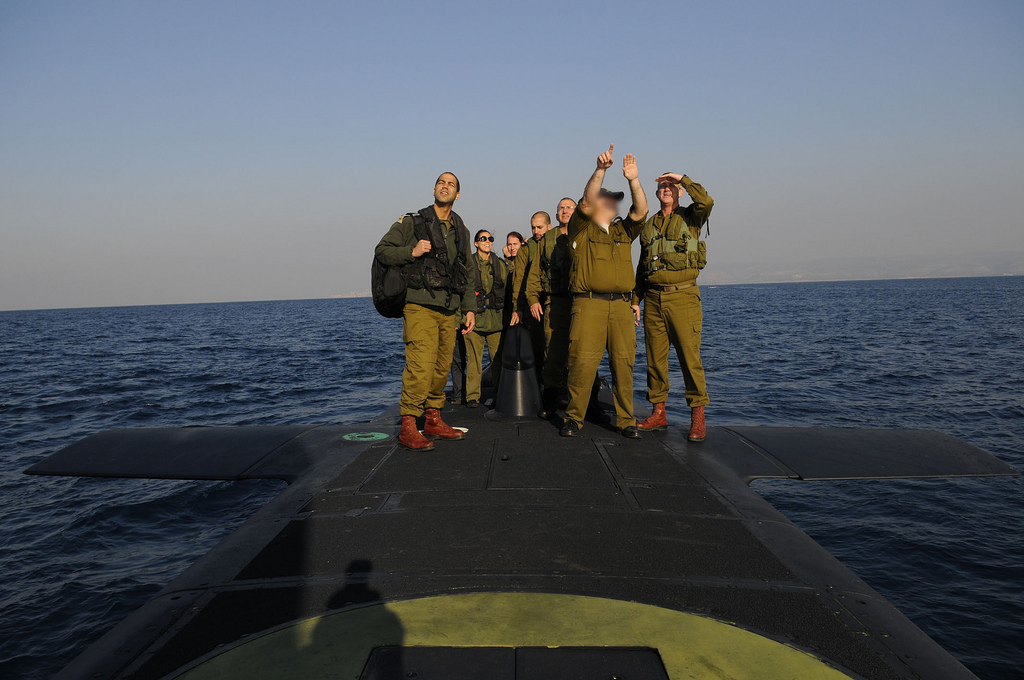
2014, Stafchef Benny Gantz op de achterkant van een Dolfijnenklasse-onderzeeër

Volgens twee tegenstrijdige Soedanese mediaberichten gingen in november of december 2011 twee Israëlische luchtaanvallen op aan Gaza gebonden wapensmokkelaars in Soedan gepaard met Israëlische onderzeeëractiviteiten voor de Soedanese kust. De Soedanese regering beweert dat er geen stakingen hebben plaatsgevonden.
In februari 2012 meldde Ynet, de online versie van de Israëlische krant Yediot Achronot, dat om veiligheidsredenen aanvragers van de onderzeebootdienst met een dubbele nationaliteit of burgerschap naast Israëlisch, wat gebruikelijk is in Israël met een relatief hoog percentage olim (immigranten), officieel afstand moeten doen van alle andere nationaliteiten om te worden toegelaten tot het trainingsprogramma.
Israel National News en The Jerusalem Post hadden beide artikelen op zondag 14 juli 2013, die de London Sunday Times van die dag citeren en zeiden dat de Israëlische raketaanval op 5 juli op de Syrische haven van Latakia, eerder door CNN gerapporteerd als een aanval van de Israëlische luchtmacht werd uitgevoerd in samenwerking met de Verenigde Staten en langeafstandsraketten werden gelanceerd vanaf een onderzeeër van de Dolfijnenklasse. De aanval was gericht op nieuw geloste, in Rusland gemaakte Jachont-langeafstands-antischeepsraketten en bijbehorende radars.
In december 2020 voer een IDF-onderzeeër samen met de kruisers USS Port Royal en USS Philippine Sea van de Ticonderogaklasse en de kernonderzeeër USS Georgia. "Dat de Amerikaanse marine melding maakt van een passage van een onderzeeboot door de Straat van Hormuz is uitzonderlijk en dat tegelijkertijd een Israëlische onderzeeboot in de area is, leidt tot speculaties over de intenties van de eenheden". Deze schepen voeren door het Suezkanaal en de Rode Zee, op weg naar de Perzische Golf. De IDF-onderzeeër als mogelijke voorbereiding op een Iraanse vergelding voor de moord in november op een vooraanstaande Iraanse nucleaire wetenschapper, Mohsen Fakhrizadeh. Daarnaast waren er vanuit de Verenigde Staten meerdere acties rond dat gebied o.a. door middel van een B-52 bommenwerper.

## INS Draak
Hoewel niet bevestigd door de Duitse of Israëlische regering, wordt gespeculeerd dat de INS Draak langer zal zijn dan eerdere boten in zijn klasse en mogelijk nieuwe wapencapaciteiten heeft, waaronder een verticaal lanceersysteem (VLS). Illustraties vrijgegeven door ThyssenKrupp Marine Systems (TKMS), de hoofdaannemer, tonen het met een vergroot zeil en duidelijk gewijzigde rompvorm. TKMS beschreef de Dakar verder als "een volledig nieuw ontwerp, dat specifiek moet worden ontworpen om te voldoen aan de operationele eisen van de Israëlische marine."

## Schepen
- INS Dolfijn (scheepsbouwer: Nordseewerke Emden). In dienst gesteld op 29 mei 1999. Status actief - type I
- INS Leviathan (scheepsbouwer: Nordseewerke Emden). In dienst gesteld op 29 juni 1999. Status actief - type I
- INS Rivaal (scheepsbouwer: Nordseewerke Emden). In dienst gesteld op 25 juli 2000. Status actief - type I
- INS Krokodil (scheepsbouwer: HDW, Kiel). In dienst gesteld op 30 juni 2014.[54] Status actief - type II
- INS Rachab (scheepsbouwer: HDW, Kiel) In dienst gesteld op 13 januari 2016.[55] Status actief - type II
- INS Draak[56] (scheepsbouwer: HDW, Kiel). Tewaterlating augustus 2023, in dienst tegen 2025. - type II[36][57][58][59]

## Toekomst
Momenteel in testfase is een zesde Dolfijnenklasse-onderzeeër type 2 onderzeeër (INS Draak). Bovendien ondertekende Israël een MoU met Duitsland voor de bouw van nog drie Dolfijnenklasse type 2-onderzeeërs met een verwachte oplevering tegen 2030, om de drie Dolfijn type 1-onderzeeërs die eind jaren negentig werden geleverd te vervangen.